# Agnès Jaoui

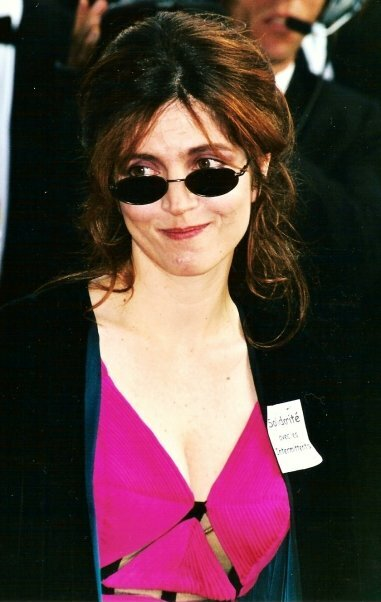
Agnès Jaoui te Cannes in 2006

Agnès Jaoui (Antony, 19 oktober 1964) is een Franse actrice, scenarioschrijver, regisseur en zangeres. Ze is actief aan het theater en speelde rollen in langspeelfilms.

## Levensloop
Jaoui studeerde aan de Cours Florent en kreeg ook acteerlessen aan een school verbonden aan het théâtre des Amandiers de Nanterre. Ze debuteerde in de film Hôtel de France van Patrice Chéreau uit 1987. Jaoui speelde opgemerkte rollen in Un air de famille, On connaît la chanson en Le Goût des autres. Van die drie films was ze ook de scenarioschrijfster, en ze was eveneens regisseur van Le Goût des autres. In 2006 begon ze ook een zangcarrière waarbij ze reeds drie albums uitbracht. In 2017 werd ze geselecteerd voor de internationale jury van het Filmfestival van Cannes.

## Erkenning
- 1994: César voor het beste scenario samen met haar man Jean-Pierre Bacri voor Smoking / No Smoking
- 1997: Nominatie voor de César voor beste vrouwelijke bijrol voor Un air de famille
- 1997: César voor het beste scenario samen met Jean-Pierre Bacri en Cédric Klapisch voor Un air de famille
- 1997: Prix Lumières voor het beste scenario samen met Jean-Pierre Bacri en Cédric Klapisch voor Un air de famille
- 1998: Nominatie voor beste scenario op de 11e Europese Filmprijzen samen met Jean-Pierre Bacri voor On connaît la chanson
- 1998: César voor beste vrouwelijke bijrol voor On connaît la chanson
- 1998: César voor het beste scenario samen met Jean-Pierre Bacri voor On connaît la chanson
- 2000: Prijs voor beste scenario op de 13e Europese Filmprijzen samen met Jean-Pierre Bacri voor Le Goût des autres
- 2001: César voor beste film voor Le Goût des autres
- 2001: César voor het beste scenario samen met Jean-Pierre Bacri voor Le Goût des autres
- 2001: Nominatie voor de César voor beste regisseur voor Le Goût des autres
- 2001: Nominatie voor de César voor beste vrouwelijke bijrol voor Le Goût des autres
- 2001: Nominatie voor de Oscar voor beste niet-Engelstalige film voor Le Goût des autres
- 2001: Prix Lumières voor de beste film voor Le Goût des autres
- 2001: Prix Lumières voor de beste regisseur voor Le Goût des autres
- 2001: Prix Lumières voor het beste scenario samen met Jean-Pierre Bacri voor Le Goût des autres
- 2001: Premi David di Donatello voor beste buitenlandse film voor Le Goût des autres
- 2004: Scenarioprijs van het Filmfestival van Cannes samen met Jean-Pierre Bacri voor Comme une image. Eveneens opgenomen in de officiële selectie voor de filmcompetitie
- 2004: Prijs voor beste scenario op de 17e Europese Filmprijzen samen met Jean-Pierre Bacri voor Comme une image
- 2005: César voor het beste scenario samen met Jean-Pierre Bacri voor Comme une image
- 2016: Nominatie voor de César voor beste vrouwelijke bijrol voor Comme un avion op de 41ste Césaruitreiking

- Bibsys: 90609111
- Biblioteca Nacional de España: XX5671400
- Bibliothèque nationale de France: cb14012117d (data)
- Catàleg d'autoritats de noms i títols de Catalunya: 981058510293706706
- CiNii: DA13167257
- Gemeinsame Normdatei: 131365975
- International Standard Name Identifier: 0000 0001 1071 7513
- Library of Congress Control Number: nr95013997
- MusicBrainz: b8e57c26-57e0-42ed-b223-86d56c430c03
- Nationale Bibliotheek van Israël: 987007457447705171
- Nederlandse Thesaurus van Auteursnamen: 227730895
- Réseau des bibliothèques de Suisse occidentale: 02-A003420574
- Système universitaire de documentation: 031251684
- Union List of Artist Names: 500333936
- Virtual International Authority File: 76512498
- WorldCat: E39PBJrgPcdBPKFBVh78TTVV4q